# 马尔康滇紫草
马尔康滇紫草（学名：Onosma maaikangense）是紫草科滇紫草属的植物，为中国的特有植物。分布在中国大陆的西藏、四川等地，生长于海拔2,300米至3,800米的地区，多生长在干燥山坡，目前尚未由人工引种栽培。